# Eden (Carolina do Norte)
Eden é uma cidade localizada no estado norte-americano de Carolina do Norte, no Condado de Rockingham.

## Demografia
Segundo o censo norte-americano de 2000, a sua população era de 15.908 habitantes.
Em 2006, foi estimada uma população de 15.643, um decréscimo de 265 (-1.7%).

## Geografia
De acordo com o United States Census Bureau tem uma área de
39,3 km², dos quais 38,9 km² cobertos por terra e 0,4 km² cobertos por água.

## Localidades na vizinhança
O diagrama seguinte representa as localidades num raio de 20 km ao redor de Eden.